# Maria Cina
Maria Antoinetta Cina (Buffalo (New York), 19 augustus 1969) is een Amerikaanse actrice, filmproducente en advocate.

## Biografie
Cina is geboren en opgegroeid in Buffalo, op zeventienjarige leeftijd verliet zij Buffalo om zich te wijden aan haar passie dansen. Zij werd in Las Vegas een showgirl bij de voorstellingen van Sigfreid & Roy. Ook danste zij in shows van o.a. Prince, Reba McEntire en Tina Turner. Zij leerde acteren van Stella Adler op haar school genaamd Stella Adler Conservatory.
Cina begon in 1992 met acteren in de televisieserie Beverly Hills, 90210. Hierna heeft ze nog meerdere rollen gespeeld in televisieseries en films, zoals Vegas Vacation (1997), The Young and the Restless (2001) en Falling Up (2009).
Cina is ook advocate en is erg actief met liefdadigheidsinstellingen zoals The Children Mending Hearts Foundation en The Children of Vietnam. Cina is ook actief als sieradenontwerper, zo heeft zij sieraden ontworpen voor de cast van Cirque du Soleil en Naomi Campbell. Ook ontwierp zij sieraden voor de New York Fashion Week en voor diverse televisieprogramma’s. 
Cina is in 2001 getrouwd met de oprichter van Frequency.Com en hebben een kind die zij geadopteerd hebben vanuit Hanoi. Zij wonen nu in Los Angeles.

## Filmografie[6]

### Films
Uitgezonderd korte films.
- 2009 Off the Ledge – als Vera
- 2009 Falling Up – als mevr. Silverman
- 2005 Wild Things: Diamonds in the Rough – als blonde verslaggeefster
- 2003 April's Shower – als April
- 2003 This Girl's Life – als verslaggeefster
- 2003 Gentleman B. – als agente
- 2002 Ant – als Miranda
- 2001 Suspended Animation – als Clara Hansen
- 2001 Blue Shark Hash – als Serena
- 2000 The Amati Girls – als vrouw van Rockie
- 2000 Dog Story – als Marty
- 2000 The Independent – als nieuwslezeres
- 1998 Almost Heroes – als ballroom danseres
- 1997 Vegas Vacation – als caissière van Mirage
- 1997 Elissa – als Sarah
- 1997 Kiss & Tell – als Cynthia Tie
- 1995 Reba Live – als danseres

### Televisieseries
Uitgezonderd eenmalige gastrollen.
- 2020 Quarantine - als Magda - 2 afl.
- 2001 The Young and the Restless – als procureur – 3 afl.

### Computerspellen
- 2011 L.A. Noire - als June Ballard

### Filmproducente
- 2003 April's Shower – tv-film